# Miner riberenc septentrional
El  miner riberenc septentrional (Cinclodes albidiventris) és una espècie d'ocell de la família dels furnàrids (Furnariidae) que habita prats humits de les muntanyes de Colòmbia, oest de Veneçuela, Andes de l'Equador i nord del Perú.